# أوليفييه كاريكيزي

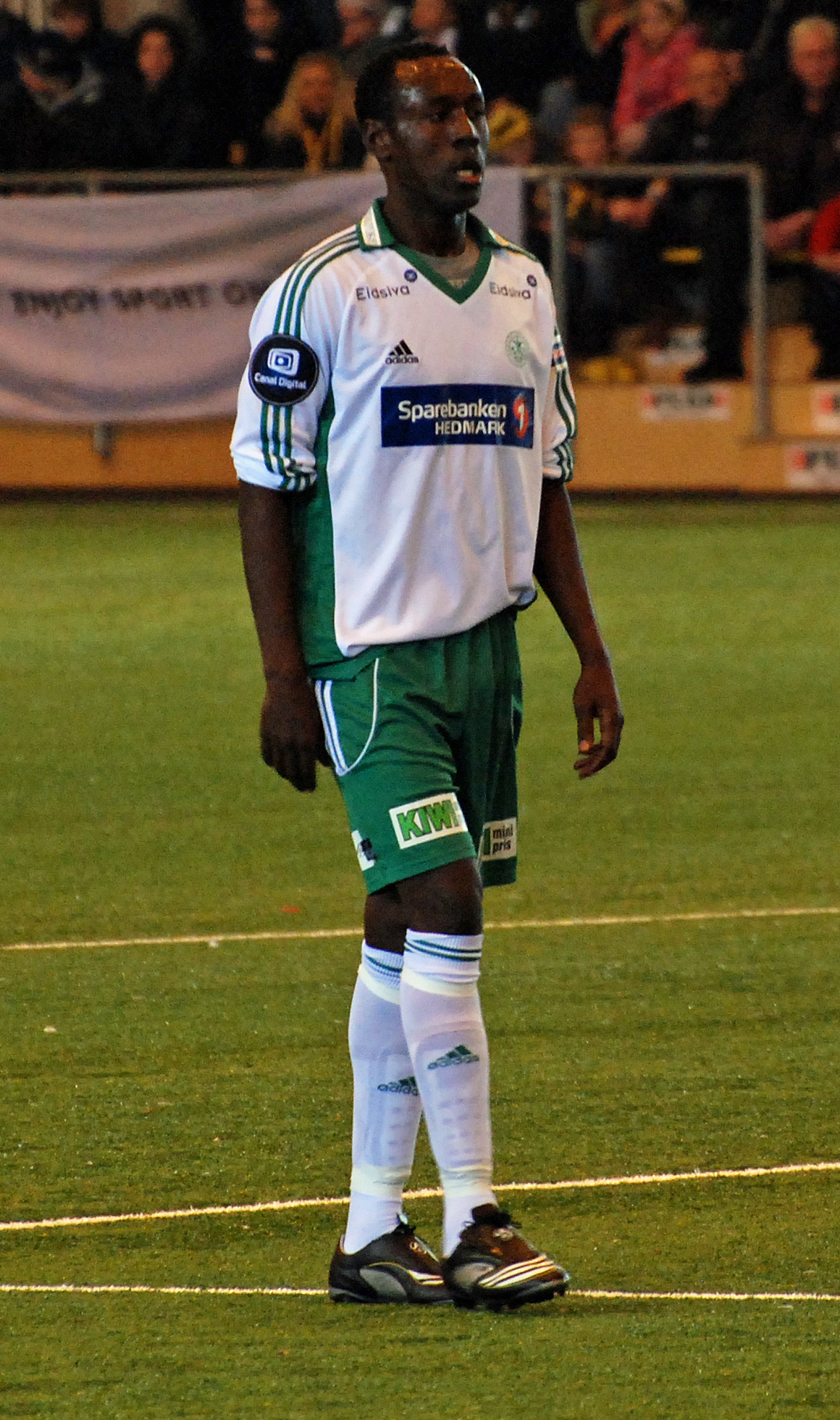

أوليفييه كاريكيزي فيلس (بالإنجليزية: Olivier Karekezi Fils) (مواليد 25 مايو 1983 في كيغالي) لاعب كرة قدم رواندي دولي يجيد اللعب في خط الهجوم . يلعب لصالح نادي أوستيرز السويدي منذ 2010 .

## روابط خارجية
- أوليفييه كاريكيزي على موقع قاعدة بيانات كرة القدم.إي يو (الإنجليزية)
- أوليفييه كاريكيزي على موقع ناشيونال فوتبول تيمز (الإنجليزية)
- أوليفييه كاريكيزي على موقع Soccerway.com (الإنجليزية)
- أوليفييه كاريكيزي على موقع عالم كرة القدم.نت (الإنجليزية)
- أوليفييه كاريكيزي على موقع كووورة